# Hypersonic Air-breathing Weapon Concept
Hypersonic Air-breathing Weapon Concept (HAWC) je projekt zaměřený na vyvinutí hypersonické řízené střely s plochou dráhou letu. Projekt střely je vyvíjen pod záštitou americké agentury DARPA, která spolupracuje s Letectvem Spojených států (USAF). Do programu jsou zapojeny společnosti Lockheed Martin, která spolupracuje se společností Aerojet Rocketdyne a Northrop Grumman, která spolupracuje se společností Raytheon Technologies.

## Cíle HAWC
Cílem HAWC není vyvinout samotnou zbraň, ale je cestou k nalezení a demonstrování technologií pro hypersonické střely.
- Nalézt optimální konfiguraci pro hypersonické prostředky
- Zaměření na pohon využívající uhlovodíková paliva pro trvalý let
- Prověřit přístupy ke zvládání tepelného namáhání, které se vyskytují u hypersonických letů
- Cenová dostupnost

## Vývoj
Zmínky o programu HAWC se nachází v návrhu rozpočtu amerického ministerstva obrany na rok 2015. Spojené státy měly v té době již zkušenosti s vývojem hypersonických systémů například v podobě X-43 a X-51. A vývoj HAWC měl navázat na dřívější projekty Falcon, X-51, HyFly.
V zavedení zbraní, které dosahují hypersonických rychlostí stihlo USA předběhnout Rusko, které zavedlo střely Ch-47M2 Kinžal do služby koncem roku 2017. Dalším státem, který zavedl hypersonické střely se stala Čína, která vyvinula Dong Feng-17 (DF-17).
V dubnu roku 2018 udělila DARPA kontrakt v hodnotě 928 milionů USD společnosti Lockheed na vyvinutí hypersonický střel HAWC, které měly být určeny pro útok na pozemní cíle. Ve stejném roce se DARPA zabývala také dalším projektem zaměřeným na hypersonické prostředky v programu Tactical Boost Glide (TBG). Koncem roku DARPA oznámila program Materials Architectures and Characterization for Hypersonics (MACH) zaměřený na vývoj materiálů pro hypersonické prostředky.
Společnosti Northrop Grumman a Raytheon Technologies oznámily na Pařížské Aeroshow v roce 2019, že spolupracují na vývoji hypersonické řízené střely v programu HAWC. Spolupráce těchto firem spojuje zkušenosti s vývojem řízených raket (Raytheon) a konstrukcí scramjetového pohonu (Northrop Grumman). Program HAWC počítal s rozpočtem 200 miliónů dolarů na vývoj hypersonického konceptu u těchto dvou firem.
První volný let střely od Northrop Grumman a Raytheon proběh v září roku 2021. Tento test byl zaměřen na prověření integrace systému, uvolnění střely od nosného letounu, zažehnutí boosteru, zrychlení, uvolnění boosteru, přechod na pohon pomocí scramjetu a samostatný let. Tyto cíle se podařilo splnit.
Uskutečnění 2. letové zkoušky HAWC s pohonem od společnosti Northrop Grumman bylo oznámeno 18. července 2022.
V dubnu roku 2022 bylo oznámeno, že Lockheed Martin ve spolupráci Aerojet Rocketdyne] otestoval jejich návrh střely HAWC. Při něm měla střela dosáhnout výšky 65 000 stop (20 000 m) a doletět na vzdálenost 300 námořních mil (560 km).
Uskutečnění poslední zkoušky střel HAWC oznámila DARPA 30. ledna 2023. Střela při ní letěla rychlostí Mach 5 ve výšce nad 60 000 stop (18 000 m) a překonala vzdálenost 300 námořních mil (560 km). Let se měl uskutečnit v průběhu ledna 2023. Jednalo se o střelu, na jejímž vývoji se podílela společnost Lockheed Martin. Střela byla vypuštěna z letounu B-52.
DARPA chce po úspěšné závěrečné ukázce programu navázat na vývoj dalším programem More Oportunities for HAWC (MOHAWC) stavbou dalších demonstrátorů.
Technologie, které byly použity při vývoji demonstrátoru HAWC mohou posloužit při návrhu Hypersonic Attack Cruise Missile (HACM), tedy hypersonické střely s plochou dráhou letu, která má být vypouštěna za letu. Střelu by měly být schopné nést i stíhací letouny F-15EX a zkoušky mají být provedeny s letouny F-15E.  V září roku 2022 vyhrály společnosti Raytheon Technologies se scramjatem od Northrop Grumman kontrakt ve výši 985 milionů USD na vyvinutí střel HACM. Operační způsobilost se očekává v roce 2027.